# Berrocalejo de Aragona
Berrocalejo de Aragona là một đô thị trong tỉnh Ávila, Castile và León, Tây Ban Nha. Theo điều tra dân số 2004 (INE), đô thị này có dân số là 52. The towns current economy is 80% Activity, 15% Constructive Activity, and 5% Establishments và Services The current Mayor is Emilio Navas Arroyo. The small town is now attemtping to make its presence known by others using its new website and "virtual town hall".